# Sakamoto Ryōma
Sakamoto Ryōma (坂本 龍馬?  3 de enero de 1836 – 10 de diciembre de 1867) fue un líder del movimiento de rebelión frente al shogunato Tokugawa durante el período Bakumatsu en Japón. Ryoma usaba el seudónimo Saidani Umetarō (才谷 梅太郎?) durante su trabajo como seguidor leal a la creación del gobierno moderno.

## Primeros años

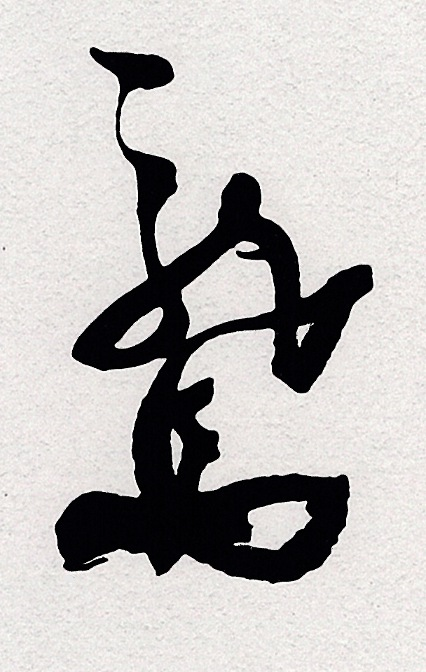
Firma

Ryoma nació en Kōchi, en el feudo de Tosa. En el calendario japonés, fue el sexto año del Tempo. Su familia había adquirido en generaciones previas suficiente riqueza para poder comprar el rango de samurái mercantil, que era el grado más bajo de la sociedad jerárquica samurái. Cuando llegó a la edad adulta ya era un maestro de la espada. En 1853 se encontraba en Edo como discípulo de Chiba Sadakichi cuando el comodoro Perry de los EE. UU. llegó con una flota de naves para forzar a Japón a salir de su política de aislamiento nacional. Ryoma fue atraído hacia los movimientos extremistas dentro de la clase samurai que apoyaban la filosofía política del Sonno joi (‘reverenciar al Emperador y rechazar a los bárbaros’). Fue reclutado en un partido contra Tokugawa y a favor del Emperador dominado por Takechi Hanpeita, pero fue forzado al exilio cuando su plan de tomar el control salió a la luz.

## Período Bakumatsu
Cuando era un vagabundo, Ryoma decidió asesinar a Katsu Kaishu, un oficial de alto rango del bakufu Tokugawa, y seguidor de la modernización y occidentalización. Sin embargo, Katsu Kaishu consiguió persuadir a Ryoma de la inutilidad de luchar contra el poder occidental dado el presente estado de Japón, y de la necesidad de un plan a largo plazo para incrementar la fuerza militar del país. En lugar de matar a Katsu, Ryoma terminó siendo su asistente y protegido.
En 1864, cuando el Tokugawa bakufu comenzó a tomar medidas duras, Ryoma huyó a Kagoshima, que estaba desarrollándose como centro mayor de rebelión. Ryoma negoció una alianza secreta entre las provincias Choshu y Satsuma. Estas eran enemigas históricas, y la posición de Ryoma como ‘negociador neutral’ fue crítica para llegar a un arreglo.
Ryoma a menudo es considerado como ‘el padre de la Marina Imperial Japonesa, ya que trabajó para crear una fuerza naval moderna (con la ayuda de Occidente) para conseguir que Satsuma y Choshu se pudieran defender contra las fuerzas de Tokugawa.
La subsecuente victoria de Choshu sobre el ejército de Tokugawa en 1866, y el colapso inminente del bakufu Tokugawa hizo que Ryoma se convirtiera en una adquisición poderosa para sus antiguos maestros de Tosa. Ryoma fue llamado a Kochi para recibir condecoraciones de honor. El dominio Tosa estaba ansioso por obtener un arreglo entre el shogun y el emperador, lo cual evitaría que la poderosa Alianza Satcho derrotara a Tokugawa y resurgiera como la nueva fuerza dominante de Japón. Ryoma jugó un papel crucial en las negociaciones que llevaron a la renuncia voluntaria del shogún Tokugawa Yoshinobu en 1867, lo cual permitió la Restauración Meiji.
Ryoma fue asesinado a la edad de 31 años en el hotel Omiya de Kyoto, poco antes de que la restauración tuviera lugar. Los primeros informes acusaron a miembros del Shinsengumi por las muertes de Ryoma y de Nakaoka Shintaro, pero un miembro de un grupo pro-Bakufu, Imai Nobuo de Mimawarigumi confesó haber cometido el asesinato en 1870. Aunque Sasaki Tadasaburo e Imai Nobuo cargaron con la culpa, el verdadero asesino nunca compareció ante los tribunales.

## Legado
Ryoma fue un visionario que imaginó a Japón sin ningún deseo de poder feudal. Leyó y fue inspirado por el ejemplo de los EE. UU., donde ‘todos los hombres eran iguales’. Comprendió que para competir con la tecnología e industria avanzadas del exterior el pueblo japonés debía modernizarse, y de esa manera evitarían la colonización o ser absorbidos por ‘esferas de influencia’ como en China.